# Zlatko Junuzović
Zlatko Junuzović (Loznica, 26 september 1987) is een Oostenrijks-Bosnisch voormalig voetballer die doorgaans speelde als middenvelder. Tussen 2005 en 2022 was hij actief voor Grazer AK, Austria Kärnten, Austria Wien, Werder Bremen en Red Bull Salzburg. Junuzović debuteerde in 2006 in het Oostenrijks voetbalelftal en kwam uiteindelijk tot vijfenvijftig interlandoptredens.

## Clubcarrière
Toen hij vijf jaar oud was, verhuisde Junuzović met zijn ouders naar Oostenrijk. Voor zijn twaalfde verjaardag verhuisden ze naar Graz, waar hij ging spelen voor Grazer AK. In zijn jeugd kreeg Junuzović een Oostenrijks paspoort. In de lente van 2005 speelde Junuzović op zeventienjarige leeftijd zijn eerste duel voor Grazer. In 2006 werd de middenvelder voor het eerst opgeroepen voor het nationale elftal van Oostenrijk en werd hij een vaste basisspeler bij Grazer. In de zomer van 2007 verhuisde hij naar Austria Kärnten. Twee jaar later tekende hij bij de Oostenrijkse grootmacht Austria Wien. In 2010 kreeg Junuzović twee prijzen voor zijn goede spel. Door de trainers van de clubs uit de Oostenrijkse Bundesliga werd hij verkozen tot Oostenrijks voetballer van het jaar en de inwoners van Oostenrijk verkozen hem tot speler van het jaar.
In januari 2012 tekende Junuzović een contract bij het Duitse Werder Bremen. Hij tekende in eerste instantie tot de zomer van 2015, waarna hij in februari 2015 zijn contract verlengde tot medio 2018. Zesenhalf jaar na zijn komst naar Bremen verliet de middenvelder de club. Hij keerde terug naar Oostenrijk, waar hij een contract voor drie seizoenen tekende bij Red Bull Salzburg. In december 2020, een halfjaar voor het einde van zijn initiële contract, werd zijn verblijf met een jaar verlengd. In de zomer van 2022 besloot Junuzović op vierendertigjarige leeftijd een punt te zetten achter zijn actieve loopbaan.

## Clubstatistieken
| Seizoen | Club              | Competitie | Competitie | Competitie | Beker | Beker | Internationaal | Internationaal | Totaal | Totaal |
| Seizoen | Club              | Competitie | Wed.       | Dlp.       | Wed.  | Dlp.  | Wed.           | Dlp.           | Wed.   | Dlp.   |
| ------- | ----------------- | ---------- | ---------- | ---------- | ----- | ----- | -------------- | -------------- | ------ | ------ |
| 2004/05 | Grazer AK         | Bundesliga | 4          | 0          | 0     | 0     | —              | —              | 4      | 0      |
| 2005/06 | Grazer AK         | Bundesliga | 33         | 4          | 1     | 0     | 4              | 1              | 39     | 5      |
| 2006/07 | Grazer AK         | Bundesliga | 34         | 5          | 3     | 0     | —              | —              | 37     | 5      |
| 2007/08 | Austria Kärnten   | Bundesliga | 28         | 2          | 0     | 0     | —              | —              | 28     | 2      |
| 2008/09 | Austria Kärnten   | Bundesliga | 29         | 1          | 1     | 1     | —              | —              | 30     | 2      |
| 2009/10 | Austria Wien      | Bundesliga | 30         | 6          | 2     | 1     | 8              | 0              | 40     | 7      |
| 2010/11 | Austria Wien      | Bundesliga | 33         | 9          | 3     | 1     | 3              | 1              | 39     | 11     |
| 2011/12 | Austria Wien      | Bundesliga | 19         | 6          | 2     | 1     | 12             | 0              | 23     | 7      |
| 2011/12 | Werder Bremen     | Bundesliga | 15         | 0          | 0     | 0     | —              | —              | 15     | 0      |
| 2012/13 | Werder Bremen     | Bundesliga | 30         | 3          | 1     | 0     | —              | —              | 31     | 3      |
| 2013/14 | Werder Bremen     | Bundesliga | 26         | 2          | 1     | 0     | —              | —              | 27     | 2      |
| 2014/15 | Werder Bremen     | Bundesliga | 33         | 6          | 2     | 0     | —              | —              | 35     | 6      |
| 2015/16 | Werder Bremen     | Bundesliga | 30         | 4          | 3     | 0     | —              | —              | 33     | 4      |
| 2016/17 | Werder Bremen     | Bundesliga | 30         | 4          | 1     | 0     | —              | —              | 31     | 4      |
| 2017/18 | Werder Bremen     | Bundesliga | 24         | 2          | 2     | 0     | —              | —              | 26     | 2      |
| 2018/19 | Red Bull Salzburg | Bundesliga | 21         | 4          | 4     | 1     | 10             | 1              | 35     | 6      |
| 2019/20 | Red Bull Salzburg | Bundesliga | 23         | 3          | 4     | 1     | 7              | 0              | 34     | 4      |
| 2020/21 | Red Bull Salzburg | Bundesliga | 25         | 1          | 5     | 0     | 9              | 1              | 39     | 2      |
| 2021/22 | Red Bull Salzburg | Bundesliga | 12         | 1          | 2     | 0     | 1              | 0              | 13     | 0      |
| Totaal  | Totaal            | Totaal     | 481        | 63         | 35    | 6     | 54             | 4              | 570    | 73     |

## Interlandcarrière
Junuzović speelde met Oostenrijk –20 op het wereldkampioenschap voetbal onder 20 in 2007, waar Oostenrijk op de vierde plek eindigde. Hij maakte in maart 2006 zijn debuut in het Oostenrijks voetbalelftal in de vriendschappelijke interland tegen Canada (0–2 verlies). In 2006 speelde Junuzović vier interlands, alle op vriendschappelijke basis, waarna hij drieënhalf jaar geen deel uitmaakte van de nationale selectie. In mei 2010 keerde hij terug en speelde hij mee in een oefenwedstrijd tegen Kroatië; sindsdien is Junuzović een vaste waarde in het Oostenrijks voetbalelftal. Op 7 oktober 2011 maakte hij in zijn vijftiende interland zijn eerste interlanddoelpunt: in de EK-kwalificatiewedstrijd in en tegen Azerbeidzjan bepaalde hij in de blessuretijd de eindstand op 1–4. Op 5 september 2015 was hij match winner in het EK-kwalificatieduel tegen het Moldavisch voetbalelftal door na 52 minuten het enige doelpunt van de wedstrijd te maken. Met Oostenrijk won hij drie dagen later het kwalificatieduel tegen Zweden (1–4), waardoor het land zich voor het eerst wist te kwalificeren voor het Europees kampioenschap voetbal.
| 1 | 7 oktober 2011    | Azerbeidzjan – Oostenrijk  | 1 – 4 | 1 – 4 | EK-kwalificatie   |
| 2 | 1 juni 2012       | Oostenrijk – Oekraïne      | 1 – 0 | 3 – 2 | Vriendschappelijk |
| 3 | 11 september 2012 | Oostenrijk – Duitsland     | 1 – 2 | 1 – 2 | WK-kwalificatie   |
| 4 | 22 maart 2013     | Oostenrijk – Faeröer       | 4 – 0 | 6 – 0 | WK-kwalificatie   |
| 5 | 27 maart 2015     | Liechtenstein – Oostenrijk | 0 – 4 | 0 – 5 | EK-kwalificatie   |
| 6 | 5 september 2015  | Oostenrijk – Moldavië      | 1 – 0 | 1 – 0 | EK-kwalificatie   |
| 7 | 29 maart 2016     | Oostenrijk – Turkije       | 1 – 0 | 1 – 2 | Vriendschappelijk |

## Erelijst
| Bundesliga | 3 | 2018/19, 2019/20, 2021/22          |
| ÖFB-Cup    | 4 | 2018/19, 2019/20, 2020/21, 2021/22 |